# Fujiwara no Takamitsu
Fujiwara no Takamitsu (藤原高光?) (939-994) fue un poeta waka y noble japonés de mediados del período Heian. Fue designado miembro de los treinta y seis poetas inmortales. Su padre fue Fujiwara no Morosuke, y su madre Masako Nashin'no (雅子内親王?). 

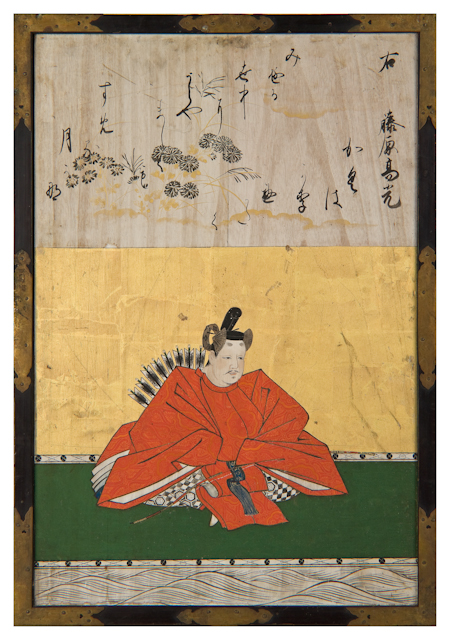
Fujiwara no Takamitsu

Los poemas de Takamitsu están incluidos en varias antologías de poesía imperiales, incluyendo el Gosen Wakashū. También se preserva una colección personal de sus escritos conocida como Takamitsushū.